# Swaledale (Iowa)
Pour les articles homonymes, voir Swaledale (homonymie).
Swaledale est une ville du comté de Cerro Gordo, en Iowa, aux États-Unis. Elle est incorporée le 31 mars 1892.

## Source de la traduction
- (en) Cet article est partiellement ou en totalité issu de l’article de Wikipédia en anglais intitulé « Swaledale, Iowa » (voir la liste des auteurs).